# شريف وجاني
شريف وجاني هو لاعب كرة قدم سابق لعب مهاجمًا. قضى حياته في فرنسا وهو ابن لاعب كرة القدم أحمد وجداني.
لعب لصالح منتخب الجزائر، وفاز معه بكأس الأمم الإفريقية عام 1990، يعتبر أحد صناع المجد في تلك البطولة إذ سجّل هدف فوز الجزائر على نيجيريا 1-0 فكانت تلك المرة الأولى التي يتوج فيها منتخب الجزائر لبطولة كأس أمم أفريقيا؛ علماً بأن الجزائر خسر أمام نفس المنافس في نهائي كأس افريقيا 1980 بنيجيريا.

## روابط خارجية
- شريف وجاني على موقع قاعدة بيانات كرة القدم.إي يو (الإنجليزية)
- شريف وجاني على موقع ناشيونال فوتبول تيمز (الإنجليزية)
- شريف وجاني على موقع Soccerway.com (الإنجليزية)
- شريف وجاني على موقع عالم كرة القدم.نت (الإنجليزية)
- شريف وجاني على موقع GSA (الإنجليزية)